# 1994년 OB 베어스 시즌
1994년 OB 베어스 시즌은 OB 베어스가 KBO 리그에 참가한 13번째 시즌이다. 윤동균 감독이 팀을 이끈 3번째 시즌이었으나, 항명 파동으로 인해 중도 사퇴하고, 최주억 감독 대행이 잔여 시즌을 맡았다. 김상호가 주장을 맡았으며, 팀은 불펜 에이스 김경원의 부상, 이상스럽게 꼬인 게임 운(運) 탓인지  8팀 중 정규시즌 7위에 그쳐 포스트시즌 진출에 실패했다.

## 타이틀
- 올스타 선발: 김태형 (포수), 김상호 (외야수)
- 올스타전 추천선수: 김상진, 김민호
- 출장(타자): 김민호 (126)
- 희생플라이: 김종석 (8)
- 출장(투수): 김익재 (51)

### 퓨처스리그
- 북부리그 출장(타자): 이전진 (35)
- 북부리그 타석: 이전진 (144)
- 북부리그 타수: 이전진 (127)
- 안타: 이전진 (38)
- 1루타: 소상영 (27)
- 홈런: 곽연수, 이전진 (5)
- 북부리그 타점: 공유선 (23)
- 도루: 최영술 (19)
- 북부리그 완투: 장호연 (3)
- 평균자책점: 강길용 (1.11)

## 선수단
- 선발투수 : 김상진, 박철순, 홍우태, 권명철, 이용호, 강병규, 하창우, 장호연
- 구원투수 : 이광우, 한태균, 나영철, 홍길남, 구동우, 박상근, 김익재, 강길용
- 마무리투수 : 류택현, 강규성, 김경원, 마원성
- 포수 : 이도형, 김광현, 박현영, 김태형, 송명철, 조경택
- 1루수 : 김형석
- 2루수 : 이명수, 이종민, 윤기수
- 유격수 : 김민호
- 3루수 : 추성건, 안경현, 임형석, 황일권
- 좌익수 : 장원진
- 중견수 : 김상호, 김종성
- 우익수 : 강영수, 심정수, 함석원
- 지명타자 : 김종석, 곽연수, 이전진, 김인철, 조연제, 박종무, 공유선, 길랑균, 김명호, 최영술, 김정규, 소상영

## 여담
- 장호연은 5월 20일 한화 이글스와의 경기에 선발 등판했으나 패전 투수가 되어 KBO 리그 사상 최초로 통산 100패를 기록한 투수가 되었다.
- 이 시즌은 KBO 리그 사상 5번째로 규정 타석을 채운 야수 전원이 WAR 양수를 기록한 시즌이다. 그 중 가장 WAR이 낮았던 김형석은 WAR 0.52를 기록했다.
- 강길용은 KBO 퓨처스리그에서 규정 이닝을 채우는 동안 자책점 4점만 내줘 이 부문 역대 최소 기록을 세웠다.